# Калифорнийский технологический институт
Калифорни́йский технологи́ческий институ́т (англ. California Institute of Technology; часто сокращается до Caltech) — частный исследовательский университет, расположенный в городе Пасадина в штате Калифорния, один из ведущих университетов в США, и один из двух самых важных, наряду с Массачусетским технологическим институтом, специализирующихся в точных науках и инженерии. Входит в десятку лучших университетов мира. Калтеху также принадлежит лаборатория реактивного движения, которая запускает большую часть автоматических космических аппаратов НАСА.
Калтех остаётся относительно маленьким университетом, в котором обучается около 1000 студентов и 1200 аспирантов. Согласно исследованию, проведенному Помонским колледжем в 2015 году, Caltech занимает первое место в США по проценту выпускников, которые получают докторскую степень (PhD). С Калтехом так или иначе связан 31 лауреат Нобелевской премии. Из них 17 выпускников и 18 профессоров. 65 человек из выпускников и преподавателей получили национальную научную медаль США или национальную медаль в области технологий и инноваций, 112 человек были избраны в члены национальных академий наук.

## История
В 1891 году бизнесмен и политик Эймос Труп основал технический вуз в Пасадине под названием Политехнический институт Трупа (англ. Throop Polytechnic Institute) или Университет Трупа (англ. Throop University). Впоследствии неоднократно переименованный вуз в 1920 году обрел текущее название - Калифорнийский технологический институт.
Превращение в первоклассный университет и научный центр начал астроном Джордж Хейл, приехавший в Пасадину в 1907 году в качестве первого директора обсерватории на горе Вильсон. Научными исследованиями в США ещё мало кто занимался, и Хейл увидел шанс сделать Пасадину центром научной деятельности. Он сумел привлечь достаточно денег и земли благотворителей, чтобы построить современные и хорошо оборудованные лаборатории. Затем он убедил двух виднейших американских учёных того времени, химика Артура Нойза и физика Роберта Милликена, стать профессорами Калтеха.
Под руководством Хейла, Нойза и Милликена, на волне экономического бума в южной Калифорнии, Калтех стал гораздо известнее в течение 1920-х годов. В 1923 году Милликен получил Нобелевскую премию по физике. В 1925 году университет добавил геологический факультет и отделение гуманитарных и общественных наук, которое возглавил Вильям Беннет Манро, в то время глава отделения истории, политики и экономики в Гарвардском университете. В 1926 году был создан факультет аэронавтики, в котором постепенно оказался Теодор фон Карман, организовавший потом лабораторию реактивного движения. В 1928 году университет основал биологический факультет под эгидой Томаса Моргана, первооткрывателя хромосомы, а также начал строить Паломарскую обсерваторию.
Милликен служил «председателем исполнительного совета» (попросту говоря ректором) университета с 1921 по 1945 год. Он так повлиял на развитие Калтеха, что тот часто называют «университетом Милликена» (англ. Millikan's school). С 1950-х до 1970-х годов, в Калтехе работали два возможно самых великих физика элементарных частиц того времени, Ричард Фейнман и Мюррей Гелл-Манн. Оба получили Нобелевскую премию за их роль в создании Стандартной Модели физики элементарных частиц.
Образ университета в фильме «Настоящий гений» и в телесериале «Числа» основан на Калтехе. Действие ситкома «Теория Большого взрыва» происходит в городе Пасадина, многие персонажи которого являются сотрудниками института.
Калтех имеет шесть академических подразделений с упором на науку и технику, и в 2011 году он получил 332 миллиона долларов на спонсорские исследования.
В январе 2020 года институт добился выплаты самой крупной компенсации за нарушение патентов в истории США в размере 1,1 млрд долл. Ответчиками выступали Apple (должна выплатить 837 млн долл.) и Broadcom Corporation (270 млн долл.), которые обвинялись в нарушении четырёх патентов, выданных вузу, на технологию беспроводной передачи данных (Broadcom использует в чипах, которые Apple устанавливает на свои устройства: мобильные телефоны iPhone, планшетники iPad и часы Apple Watch).

## Обучение
Учиться в Калтехе считается труднее, чем почти во всех других американских университетах. Студенты должны усвоить огромное количество информации за короткое время, и этот процесс иногда сравнивается с питьём воды из гидранта. Жизнь в Калтехе иногда описывают афоризмом: «Учёба, сон, общественная жизнь: выбери два из трёх». Хотя самый знаменитый факультет Калтеха — физический, последние несколько лет ректор Дэвид Балтимор старается повысить репутацию университета в биологии. Также выдаются такие междисциплинарные программы, как «Вычисление и нейронные системы» (англ. Computation and Neural Systems, CNS).

### Факультеты
Калтех делится на шесть отделений (англ. divisions), каждое из которых предоставляет студентам и аспирантам несколько специализаций.
- Отделение биологии

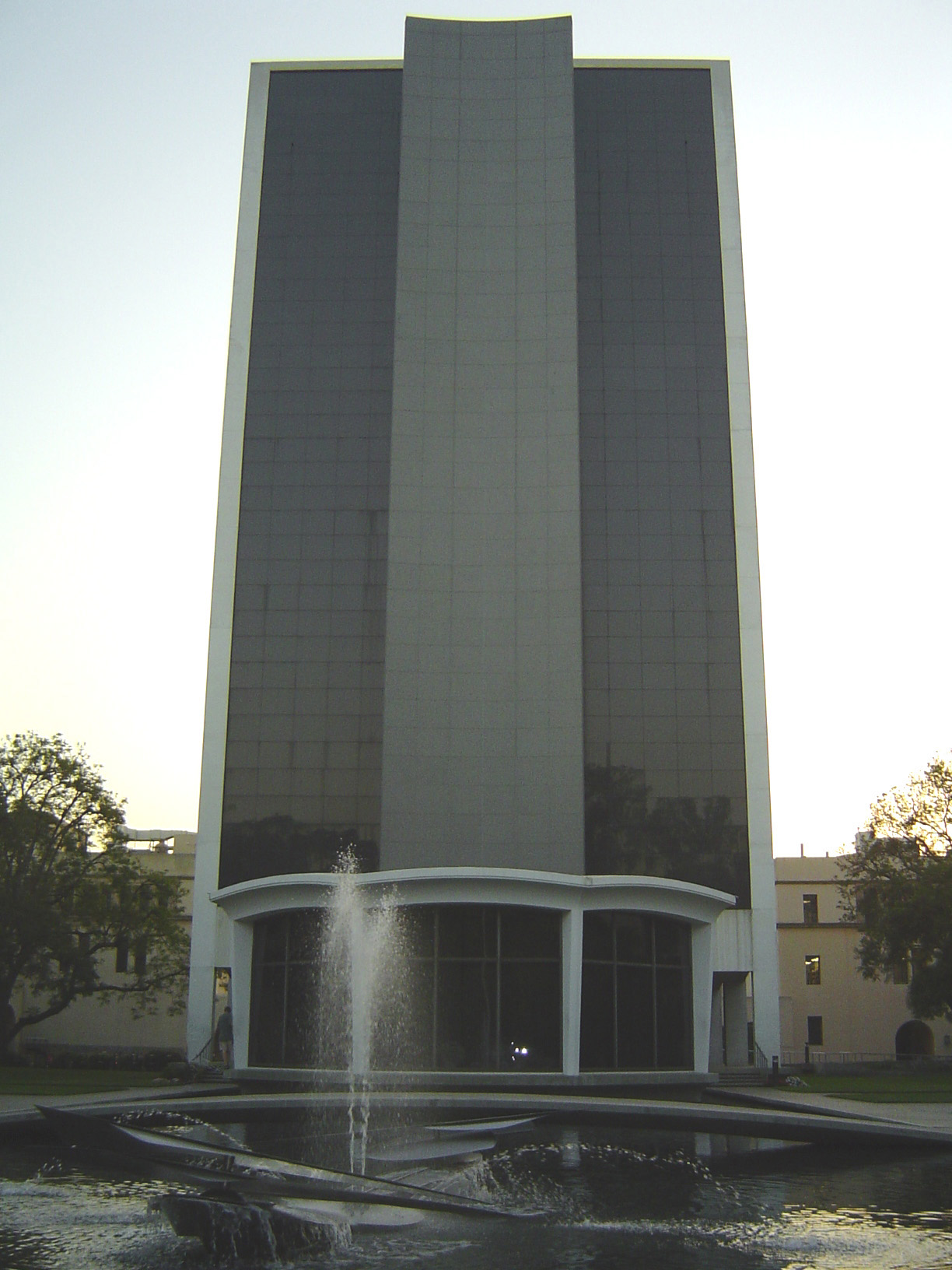
Библиотека Милликена, самое высокое здание в кампусе

- Отделение химии и химической технологии
  - Химия
  - Химическая технология
- Отделение технологии и прикладной науки
  - Аэронавтика (GALCIT)
  - Прикладная и вычислительная математика
  - Прикладная механика
  - Гражданское строительство
  - Информатика
  - Электротехника
  - Материаловедение
  - Машиностроение
- Отделение геологии и планетологии
  - Геология
  - Геофизика
- Отделение гуманитарных и общественных наук
  - Гуманитарные науки
    - История
    - Английский язык
    - История и философия науки

  - Общественные науки
    - Экономика
    - Экономика бизнеса и менеджмент
    - Общественные науки
- Отделение физики, математики, и астрономии
  - Физика
  - Математика
  - Астрономия
- Прикладная физика
- Биохимия
- Биоинженерия
- Биофизика
- Вычисление и нейронные системы
- Регулирование и динамические системы
- Наука и инженерия окружающей среды
- Геобиология & Астробиология
- Геохимия
- Планетология

Некоторые из этих специализаций возможны и для студентов и для аспирантов, а некоторые только для студентов или только для аспирантов.

### Программа для студентов

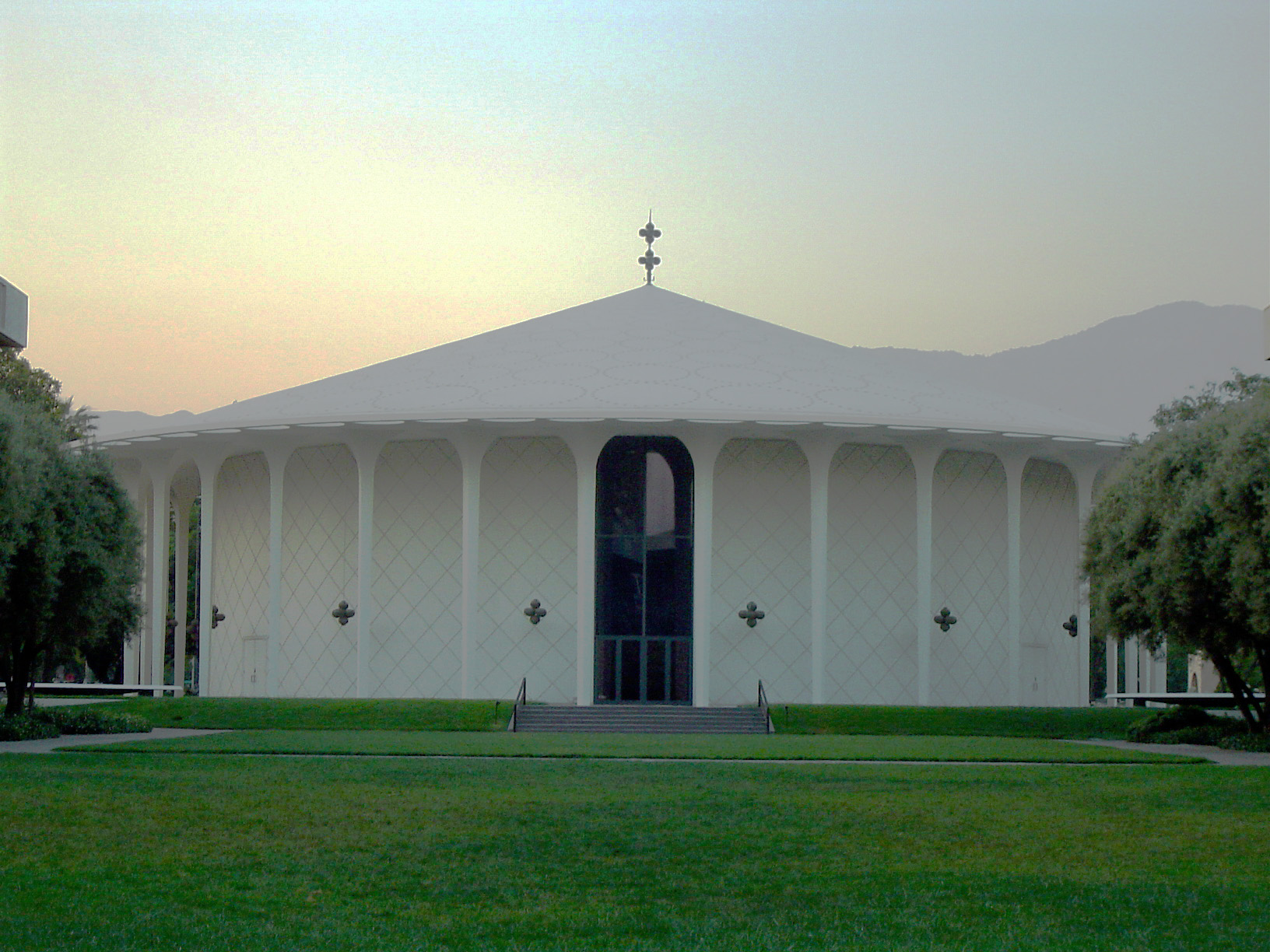
Зал Бекмана

Калтех использует академический календарь, основанный на триместрах, которые называются четвертями, поскольку существует ещё летняя четверть, которую занимают летние каникулы. Поскольку зимние каникулы традиционно включают в себя неделю между Рождеством (25 декабря) и Новым годом, это сдвигает весь учебный год, так что занятия начинаются в конце сентября и заканчиваются в июне. Также, в отличие от студентов других американских вузов, Калтеховские студенты обычно слушают пять курсов, а не четыре. Наконец, специальности в Калтехе (англ. options) не делятся на основные (majors) и второстепенные (minors), хотя некоторые специальности предназначены для того, чтобы быть вторыми. Студенты могут специализироваться в одном или двух предметах, но обязательно из разных отделений. Хотя это значит, что специализироваться одновременно в физике и математике официально запрещено, для студентов, которые могут справиться с этой комбинацией, обычно делается исключение.
Калтех отличается широкой программой обязательных курсов по точным наукам. Все студенты обязаны пройти пять триместров математики, вплоть до дифференциальных уравнений и статистики, пять триместров физики, вплоть до квантовой механики, специальной теории относительности, и статистической физики, два триместра химии, и триместр биологии. Все студенты также обязаны пройти два триместра любых лабораторий, а также двенадцать триместров гуманитарных и общественных наук, то есть в среднем один курс за триместр.
Несмотря на напряжённую учёбу, очень немногие студенты проваливают курсы или вообще вылетают из института, хотя студенты часто шутят насчёт перевода в другой университет. Так получается потому, что обстоятельства смягчает несколько факторов. Во-первых, первые два триместра первого года вместо отметок ставится зачёт или незачёт, чтобы облегчить переход из школы в университет. Во втором из них даются «теневые отметки», которые показывают студентам, какие отметки они бы получили, если бы они зачитывались. Во-вторых, студенты не соревнуются друг с другом, и почти во всех классах разрешается и поощряется совместная работа над домашними заданиями. Таким образом даже студенты, которые учатся не очень хорошо, могут выучить материал и не отставать.
Многие студенты Калтеха участвуют в исследовательской работе, обычно через программу Летних исследовательских должностей для студентов (англ. Summer Undergraduate Research Fellowships, SURF), и иногда продолжают её во время учебного года. Студенты создают предложения для работы совместно с профессорами, и большая часть написавших предложения получают соответствующие гранты.

## Культура

### Система домов-общежитий

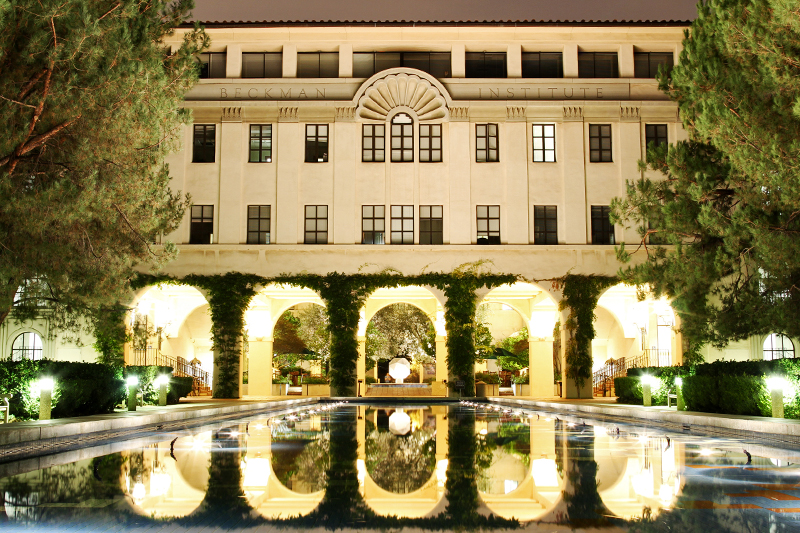
Институт Бекмана

В 1930—1931 годах комитет из девяти студентов, посетив несколько университетов в США, Европе и Канаде, решил, что лучшая система общежитий — такая, в которой сами общежития (или «дома») создают сообщество и устраивают общественную жизнь, устраняя необходимость в отдельных организациях с ограниченным доступом («братств», англ. fraternities), которые были вынуждены ассимилироваться в общежития. Скоро были построены четыре дома (Блэккер, Риккетс, Дабни и Флеминг), теперь называемые Южными в отличие от построенных в 1960 году Северных домов (Раддок, Ллойд и Пэйдж). У каждого дома есть своя культура, и новые студенты отчасти могут выбирать дом, в который они попадут, что помогает домам сохранять культурное своеобразие. В 1996 году построен дом Эйвери, отличающийся тем, что там изначально нельзя было жить первокурсникам, но зато там живут вместе со студентами аспиранты и профессора. Эйвери остаётся прибежищем для тех, кому не подходит шумная, активная жизнь в других домах.

### Традиции
У студентов Калтеха есть множество ежегодных традиций. Например, в каждый Хеллоуин студенты сбрасывают тыквы, замороженные в жидком азоте и часто покрытые новогодними лампочками, с крыши библиотеки Милликена, самого высокого здания на кампусе. Также ежегодно происходит День прогула, в который четверокурсники уезжают, оставляя у своих дверей сложные устройства и головоломки, которые должны решить команды младшекурсников, чтобы войти. Многие четверокурсники месяцами планируют механические, электрические и компьютерные препятствия, а в день события профессора отменяют все лекции, дабы младшекурсники могли спокойно участвовать.
Ещё одна традиция — играть «Полёт валькирий» как можно громче в семь утра в первый день экзаменационной сессии. Играть эту пьесу в любое другое время запрещено, и члены дома Блэккер купают одетыми любых нарушителей этого правила. Эта традиция настолько сильна, что выпускника Калтеха астронавта Харрисона Шмитта будили «Полётом валькирий» во время полёта «Аполлона-17» (на второй день пребывания на Луне, 12 декабря 1972 года).

### Розыгрыши
Студенты Калтеха регулярно проводят розыгрыши в университете и окрестностях. В 1987 году студенты изменили гигантский знак «Голливуд» на «Калтех», покрыв части букв. В 1984 году они поменяли табло в пасаденском Стадионе роз  так, что оно показывало воображаемый матч, где Калтех победил 38-9 против MIT. В 1961 году в том же стадионе студенты изменили инструкции болельщикам, которые должны были создавать рисунки с помощью цветных карточек, так что те выписали «Калтех» огромными буквами, которые были видны всей стране по телевизору.
Весной 2005 года эта традиция распространилась ещё дальше от кампуса. Во время программы для принятых в Массачусетский технологический институт школьников студенты Калтеха провели несколько розыгрышей. Например, они покрыли слово «Массачусетский» в названии университета на фасаде плакатом, на котором было написано «Ещё один». Хакеры — разработчики розыгрышей в MIT, скоро изменили эти слова на слово «Единственный».

### Кодекс чести
Жизнь в Калтехе управляется Кодексом чести, который гласит: «Никакой член сообщества Калтеха не должен воспользоваться несправедливым преимуществом ни над каким другим членом сообщества Калтеха». Такая широкая формулировка позволяет соблюдать дух закона, не задумываясь о букве, которой нет. Нарушения студентами расследуются состоящим из студентов Контрольным бюро, а нарушения аспирантами — состоящим из аспирантов Аспирантским бюро проверки. Кодекс чести и чувство уважения и доверия, которое он вызывает у студентов, позволяет профессорам и администрации предоставлять студентам свободу, немыслимую во многих других университетах, и снижает всеобщее напряжение. Например, почти все экзамены выдаются на дом, и студенты могут их делать когда и где им удобно.